# Grande Vitrine brillante
Grande Vitrine brillante – en allemand Großes helles Schaufenster – est un tableau réalisé par le peintre allemand August Macke en 1912. Cette huile sur toile est une scène de genre qui représente une femme vêtue d'un manteau et coiffée d'un chapeau de dos face à une vitrine de magasin où ont été amoncelées des marchandises, et où se reflètent les passants de la rue. L'œuvre est conservée au Sprengel Museum Hannover, à Hanovre, en Basse-Saxe. D'autres musées allemands possèdent des variantes créées par l'artiste sur le même thème, mais avec une composition différente.

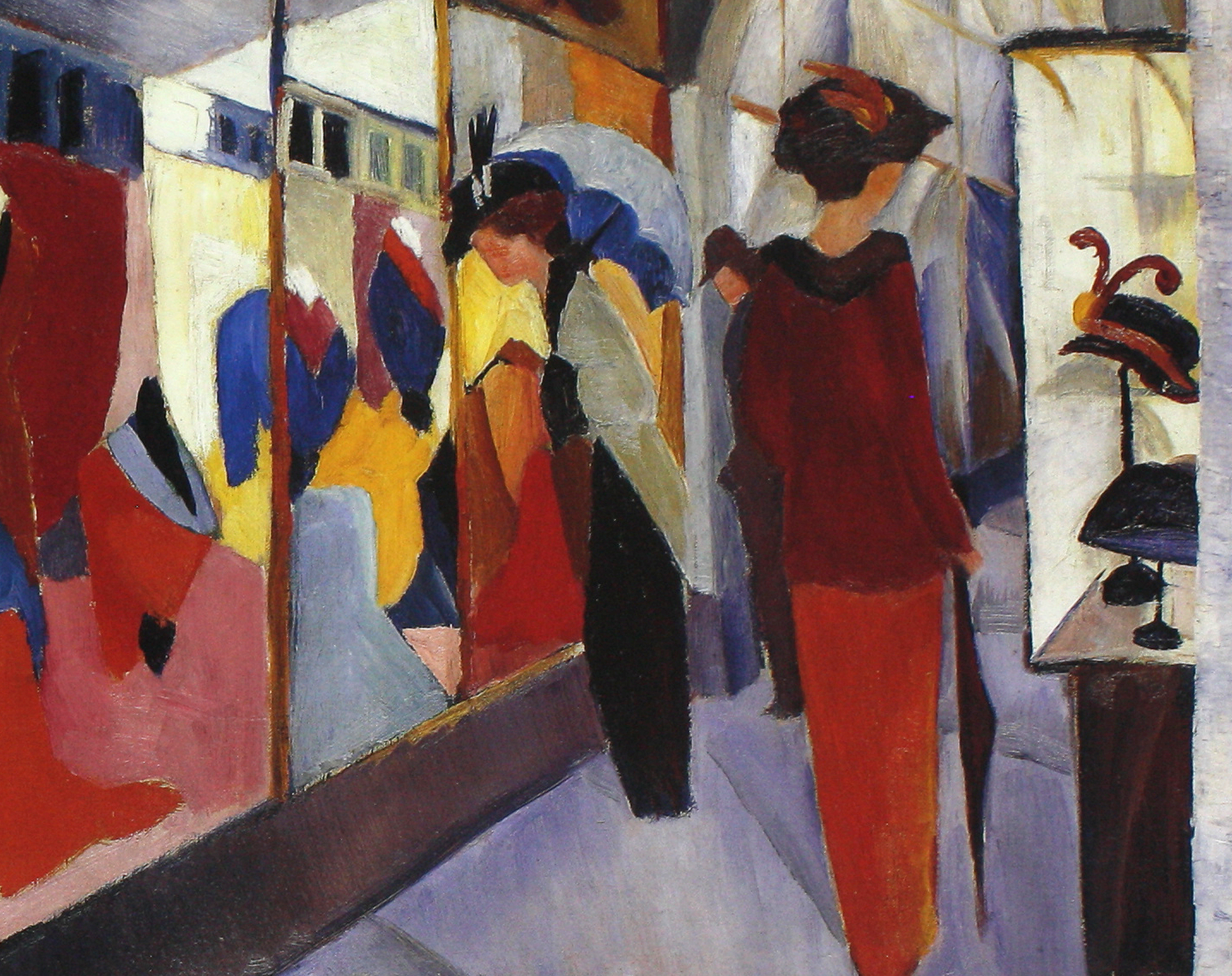
Variante de 1913, LWL-Museum für Kunst und Kultur, Münster.
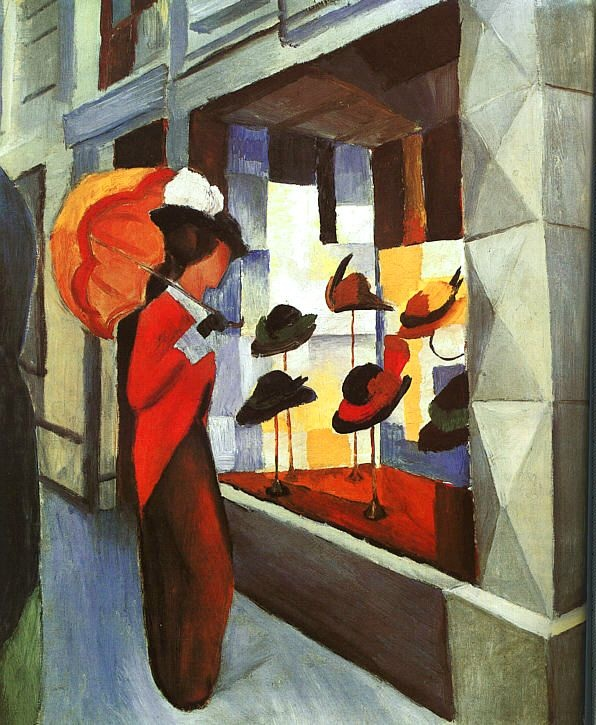
Variante de 1914, musée Folkwang, Essen.